# Psephidonus rufipennis
Psephidonus rufipennis är en skalbaggsart som beskrevs av Van Dyke. Psephidonus rufipennis ingår i släktet Psephidonus och familjen kortvingar. Inga underarter finns listade i Catalogue of Life.